# Estrutura metalorgânica
Redes metalorgânicas (em inglês: "Metal-Organic Frameworks") são compostos consistindo de iões metálicos ou aglomerados coordenados a ligantes orgânicos para formar estruturas mono, bi ou tridimensionais.  Eles são uma subclasse de polímeros de coordenação, com a característica especial de que eles são frequentemente porosos.

## Água
Investigadores conseguiram extrair com sucesso, água limpa e potável em baixíssima humidade (humidade relativa do ar cai a 8% ao dia) e a baixo custo usando sua colheitadeira de água MOF. Os pesquisadores estimam que a atual, 2018, colheitadeira MOF (MOF-801), feita de zircônio, será capaz de extrair cerca de 200 mililitros de água por quilograma de MOF.